# Вертгайм
Вертгайм (повна нава — Вертгайм-ам-Майн або Вертгайм-на-Майні; нім. Wertheim am Main) — місто в Німеччині, знаходитьсярозташоване в землі Баден-Вюртемберг. Підпорядковується адміністративному округу Штутгарт. Входить до складу району Майн-Таубер.
Площа — 138,63 км2. Населення становить 22 879 ос. (станом на 31 грудня 2020).